# Aspidonema scheucherae
Aspidonema scheucherae är en rundmaskart. Aspidonema scheucherae ingår i släktet Aspidonema och familjen Bunonematidae. Inga underarter finns listade i Catalogue of Life.